# Shaki (Azerbaijão)
Shaki (azeri: Şəki; até 1968 Nukha, azeri: Nuxa, também, Nucha, Noukha, Shaki, e Sheki) é uma cidade localizada no Noroeste do Azerbaijão, no rayon com o mesmo nome.
Shaki está situado no norte do Azerbaijão na parte sul da cordilheira do Cáucaso Maior, 325 km de Baku. A população de Shaki é 65 045 habitantes.

## Relações Internacionais

### Cidade Irmãs
- Gabrovo, Bulgária
- Slutsk, Bielorrússia
- Giresun, Turquia
- Zhmerynka, Ucrânia
- Lapseki, Turquia